# No fue mi culpa: Colombia
No fue mi culpa: Colombia es una serie de televisión web colombiana de drama producida por Vista Productions y Star Original Productions para The Walt Disney Company. La serie forma parte de la serie antológica de tres partes No fue mi culpa que trata los temas de la violencia contra las mujeres y el feminicidio, que incluye otras dos series, una de México y otra de Brasil. En Hispanoamérica, la serie se estrenó como una serie original el 10 de agosto de 2022, en Star+.

## Sinopsis
No fue mi culpa. Colombia presenta una colección de historias unitarias basadas en casos reales de violencia de género, entrelazadas a lo largo de la serie por un intrigante relato. En una era marcada por el empoderamiento femenino, y a través de una temática real y relevante abordada en tono de denuncia social, narra un caso distinto en cada episodio unitario, al tiempo que presenta una historia central que actúa como hilo conductor y gira en torno a Ángela Iregui (Mar), una abogada determinada y audaz que se ve involucrada de distintas maneras en los casos.

## Elenco y personajes
- Marcela Mar como Ángela Iregui
- Martina García como Juliana
- Rashed Estefenn como Roberto
- Nicole Santamaría como María Vanessa
- María Cecilia Sánchez como Rosario
- Indhira Rosa Serrano como Giselle
- Cristal Aparicio como Gracia
- Ana Jaraba como Lina
- Jenny Gómez como Mery
- Priscilla Gómez como Valery
- Rami Herrera como Paola
- Emmanuel Esparza

## Episodios
| N.º | Título         | Dirigido por                               | Escrito por                          | Fecha de emisión original |
| --- | -------------- | ------------------------------------------ | ------------------------------------ | ------------------------- |
| 1 | «María Vanesa» | Felipe Cano Ibañez                         | Ana María Parra                      | 10 de agosto de 2022      |
| María es una trabajadora madre de dos hijos cuya vida cambia irremediablemente tras ser violada. En el hospital, María reconstruye los detalles de la horrible experiencia e identifica a su agresor. Mientras tanto, Ángela, también madre de dos hijos y abogada, se propone encontrar justicia para María. |                |                                            |                                      |                           |
| 2 | «Rosario»      | Felipe Cano Ibañez                         | Ana María Parra y María Clara Torres | 10 de agosto de 2022      |
| Rosario empieza a recuperar poco a poco su vida tras ser agredida por su ex, Alberto. Pero al recibir la noticia de que Alberto ha salido de la cárcel, Rosario se encuentra atenazada por el miedo, la ansiedad y la depresión, lo que la lleva a acudir a Ángela para que le ayude a dar un nuevo sentido a su vida. |                |                                            |                                      |                           |
| 3 | «Juliana»      | Felipe Cano Ibañez                         | Ana María Parra                      | 10 de agosto de 2022      |
| La abogada Juliana parece tener una relación perfecta con su prometido Antonio, pero detrás de la fachada hay un hombre cruel y sádico. Con el futuro acercándose a ella, Juliana debe decidir si continuar con el matrimonio, o salir de la pesadilla. |                |                                            |                                      |                           |
| 4 | «Giselle»      | María Cecilia Vásquez                      | Ana María Parra y Diego Vivanco      | 10 de agosto de 2022      |
| Giselle es una trabajadora sexual que decide volver a su pueblo natal tras un ataque que casi acaba con su vida. La vuelta a casa hace que Giselle decida quedarse en su pequeña ciudad. Pero pronto descubre que dejar su antigua profesión conlleva grandes riesgos. |                |                                            |                                      |                           |
| 5 | «Gracia»       | María Cecilia Vásquez                      | Ana María Parra                      | 10 de agosto de 2022      |
| En una finca propiedad de una familia rica y poderosa, Sebastián -el hijo mimado y perturbado de los dueños- llega con Juana para pasar una noche salvaje de drogas, alcohol y sexo. Pero los impulsos enfermizos de Sebastián esa noche cambian irremediablemente su vida y la de Juana, así como la de una niña de nueve años. |                |                                            |                                      |                           |
| 6 | «Lina»         | María Cecilia Vásquez                      | Ana María Parra                      | 10 de agosto de 2022      |
| Como madre soltera, Lina ha podido dar una vida a su hijo Tomás gracias a su trabajo como publicista. Pero después de enrollarse con el hombre equivocado, Lina ve peligrar su vida, su carrera y el bienestar de Tomás al enterarse de que fue grabada sin su consentimiento. |                |                                            |                                      |                           |
| 7 | «Mery»         | María Cecilia Vásquez                      | Ana María Parra y Diego Vivanco      | 10 de agosto de 2022      |
| Mery no recuerda haber matado a su padre, sólo que una mala defensa y su incapacidad para leer le valieron una condena de 36 años de prisión. Con la ayuda de Ángela, Mery puede tener por fin la oportunidad de contar toda la historia y, con suerte, la oportunidad de reconstruir una vida que le fue violentamente robada. |                |                                            |                                      |                           |
| 8 | «Valery»       | Felipe Cano Ibañez                         | Ana María Parra                      | 10 de agosto de 2022      |
| Valery, de 16 años, siempre ha sido la chica más linda del colegio y del barrio y sueña con la fama. Pero una vida familiar difícil obliga a Valery a ir a vivir con su tío alcohólico Raymundo. Justo cuando Valery tiene la oportunidad de participar en un reality show para adolescentes Raymundo cae en un ataque de celos que destruirá los sueños de Valery.                                                                                           |                |                                            |                                      |                           |
| 9 | «Paola»        | Felipe Cano Ibañez y María Cecilia Vásquez | Diego Vivanco                        | 10 de agosto de 2022      |
| Paola busca desesperadamente a su amiga Linda, que lleva varios días desaparecida. A medida que empiezan a aparecer más pistas, crece la sospecha de que el novio de Linda y su amigo podrían ser los responsables de la desaparición de Linda. Linda abandonó su ciudad natal en busca de una vida mejor, pero nunca podría haber imaginado que acabaría viviendo con dos delincuentes, y mucho menos que se encontraría en peligro y sin poder pedir ayuda. |                |                                            |                                      |                           |
| 10 | «Ángela»       | Felipe Cano Ibañez                         | Ana María Parra                      | 10 de agosto de 2022      |
| Ángela está desaparecida. La presión sobre su vida personal ha sido abrumadora desde que eligió su camino, y ahora se enfrenta a la misma violencia contra la que lucha. Ángela es ahora una víctima, y cualquier número de enemigos podría ser el que se la ha llevado. |                |                                            |                                      |                           |

## Lanzamiento
El 29 de julio de 2022, se lanzó el póster y el tráiler oficial de la serie. La serie se lanzó en Hispanoamérica el 10 de agosto de 2022 en Star+.